# Jalen Slawson
Jalen Brooks Slawson, född 22 oktober 1999 i Charleston i South Carolina, är en amerikansk professionell basketspelare (SF) som spelar för Orlando Magic i National Basketball Association (NBA). Han har tidigare spelat för Sacramento Kings.
Slawson draftades av Sacramento Kings i andra rundan i 2023 års draft som 54:e spelare totalt.
Innan han blev proffs studerade Slawson vid Furman University och spelade för deras idrottsförening Furman Paladins.